# Víbora-do-gabão

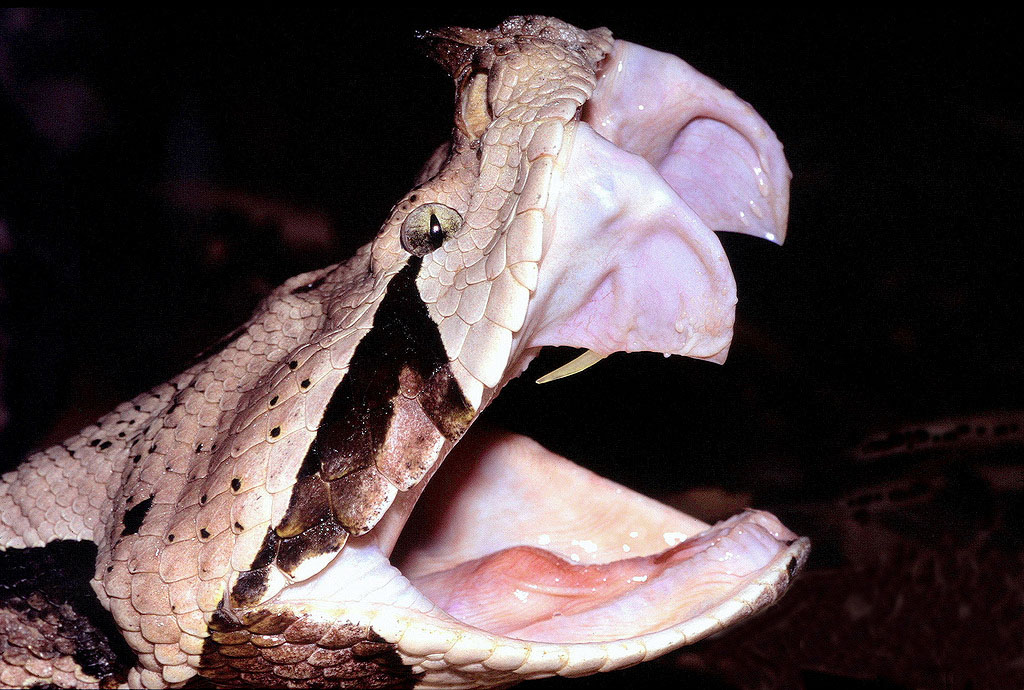
As presas de uma víbora do gabão

A víbora-do-gabão (Bitis gabonica) é uma espécie de serpente venenosa de grande porte da família Viperidae, encontrada nas florestas tropicais e savanas da África Subsariana. É a maior espécie do gênero Bitis.  Possui as presas mais longas entre todas as serpentes venenosas – até 5 cm de comprimento – e a maior produção de veneno de qualquer serpente. Não são reconhecidas subespécies.

## Taxonomia
A espécie Bitis gabonica foi descrita em 1854 como Echidna gabonica.
Lenk e colaboradores (1999) identificaram diferenças genéticas entre as duas subespécies tradicionalmente reconhecidas, B. g. gabonica e B. g. rhinoceros. Segundo a pesquisa, essas subespécies são geneticamente tão distintas uma da outra quanto são de  Víbora-rinoceronte. Consequentemente, eles consideram a forma ocidental como uma espécie distinta,  Bitis rhinoceros.
Também é conhecida pelo nome comum víbora-do-gabão.
Originalmente um nome dado pelos portugueses, Gabão se refere ao estuário no qual a cidade de Libreville foi construída, no Gabão, e a uma estreita faixa de território em ambas as margens desse braço do mar. Em 1909, Gabão referia-se à porção norte do Congo Francês, ao sul do equador, entre o Oceano Atlântico e a longitude 12°E.

## Descrição

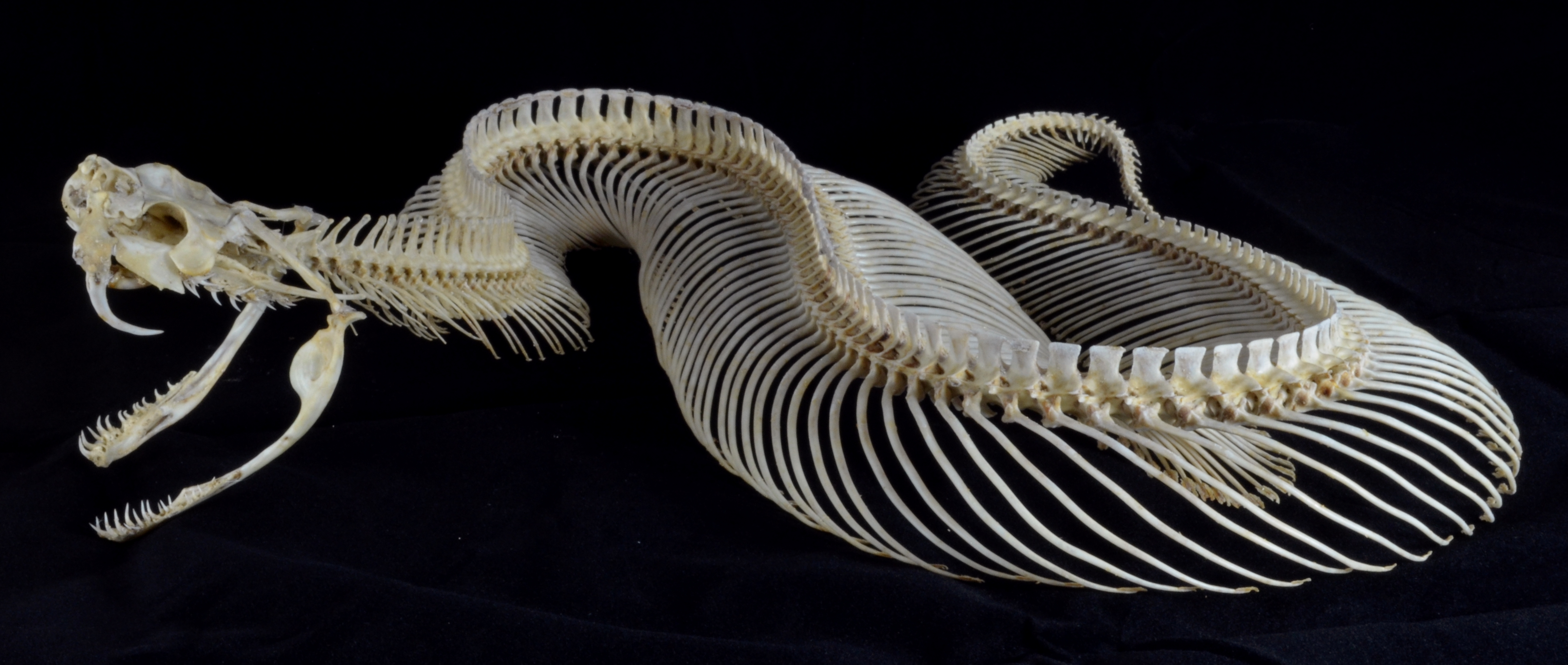
Esqueleto e crânio completos de B. gabonica

Os adultos geralmente têm entre 1,25 e 1,55 m de comprimento total (corpo e cauda). O comprimento máximo citado para a espécie é de 2,05 m, registrado em um espécime coletado em Serra Leoa, mas indivíduos dessa região são agora reclassificados como Bitis rhinoceros. Machos e fêmeas podem ser diferenciados pela proporção da cauda em relação ao comprimento total: cerca de 12% para os machos e 6% para as fêmeas. Adultos, especialmente fêmeas, são muito pesados e robustos. Uma fêmea com 1,74 m de comprimento total tinha uma largura de cabeça de 12 cm, uma circunferência de 37 cm e pesava 8,5 kg.
Em sua descrição de B. gabonica, Spawls e colaboradores (2004) indicaram um comprimento total de 0,80 a 1,30 m, com um máximo de 1,75 m, sugerindo que a espécie pode crescer ainda mais. Eles mencionam relatos de espécimes com mais de 1,8 m, ou até mais de 2 m, mas afirmam que não há evidências que sustentem isso. Um grande espécime de 1,8 m, capturado em 1973, pesava 11,3 kg com o estômago vazio. É a serpente venenosa mais pesada da África e uma das mais pesadas do mundo, junto com a cobra-real e a  cascavel-diamante-oriental.
A cabeça é grande e triangular, enquanto o pescoço é muito estreito, com cerca de um terço da largura da cabeça. Um par de "chifres" está presente entre as narinas elevadas, pequenas em B. gabonica. Os olhos são grandes e móveis, posicionados bem à frente, e cercados por 15–21 escamas circumorbitais. A espécie possui 12–16 escamas frontais na parte superior da cabeça. Quatro ou cinco fileiras de escamas separam as suboculares das supralabiais, com 13–18 supralabiais e 16–22 sublabiais. As presas podem atingir até 55 mm de comprimento, as mais longas entre todas as serpentes venenosas.
No meio do corpo, há 28–46 fileiras de escamas dorsais fortemente quilhadas, exceto pelas fileiras externas de cada lado. As escamas laterais são ligeiramente oblíquas. As escamas ventrais variam de 124 a 140, raramente mais de 132 nos machos e menos de 132 nas fêmeas. Com 17–33 escamas subcaudais pareadas, os machos têm no mínimo 25, e as fêmeas, no máximo 23. A escama anal é única.

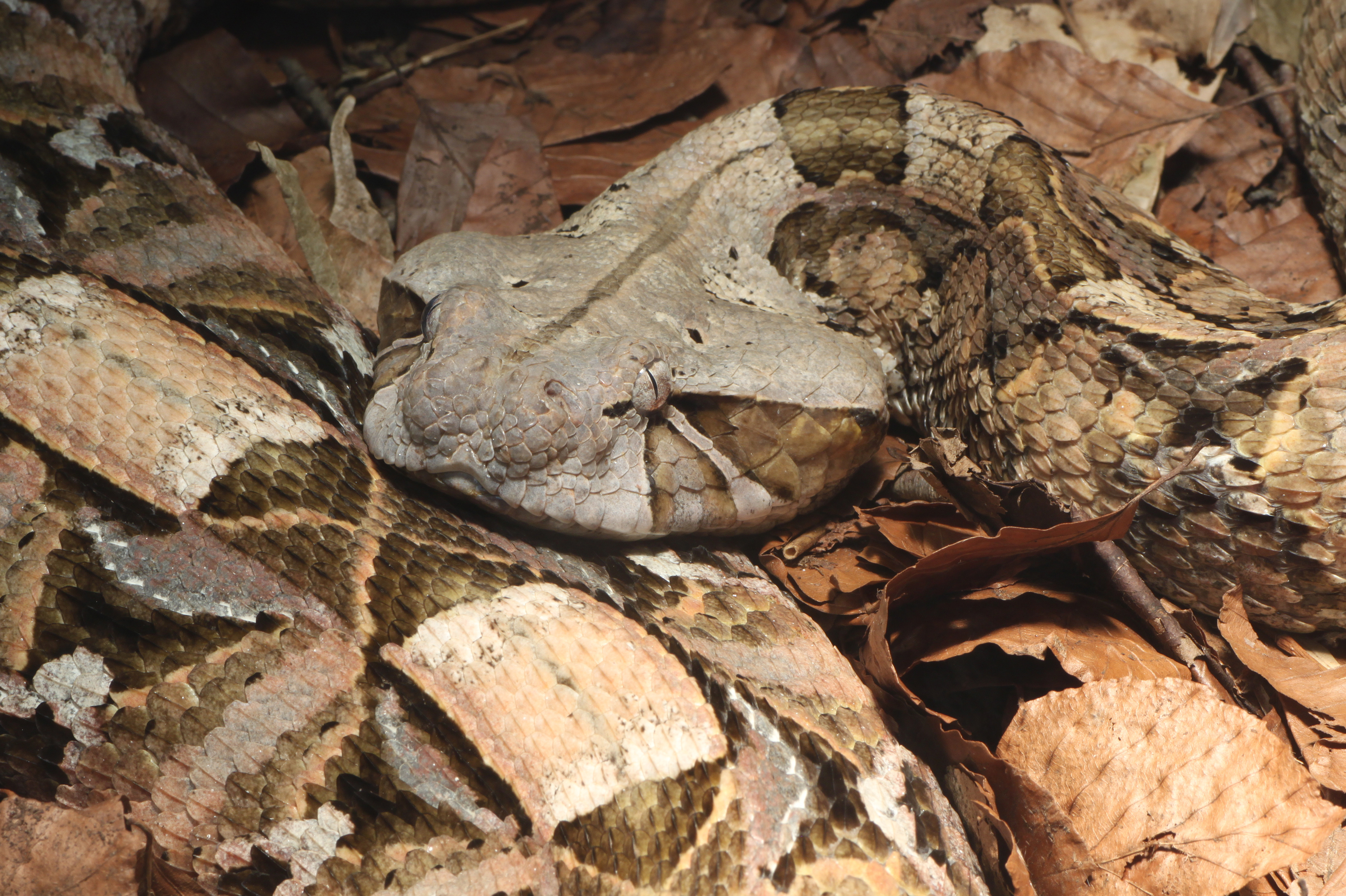
B. gabonica pode se misturar ao ambiente

O padrão de coloração é marcante em ambientes abertos, mas na natureza, geralmente entre folhas secas sob árvores, proporciona uma camuflagem excepcional; em uma gaiola bem mantida com uma base de folhas secas, é fácil não perceber vários espécimes totalmente expostos. O padrão consiste em uma série de manchas claras, subretangulares, ao longo do centro das costas, alternadas com marcações escuras em forma de ampulheta com bordas amarelas. As laterais apresentam uma série de formas romboides em tons de castanho ou marrom, com faixas centrais claras verticais. A barriga é clara com manchas marrons ou pretas irregulares. A cabeça é branca ou creme com uma linha central escura fina, manchas pretas nos cantos traseiros e um triângulo azul-escuro atrás e abaixo de cada olho. A cor da íris varia entre creme, amarelo-branco, laranja ou prateado. Um possível mimetismo batesiano da víbora-do-gabão foi identificado na espécie de sapo Sclerophrys channingi, cuja cabeça parece imitar a da víbora, contrastando com o corpo mais escuro.

## Distribuição e habitat
A espécie está presente em Guiné, Gana, Togo, Nigéria, Camarões, Guiné Equatorial, Gabão, República do Congo, República Democrática do Congo, norte de Angola, República Centro-Africana, Sudão do Sul, Uganda, Quênia, leste da Tanzânia, Zâmbia, Malawi, leste do Zimbábue, Moçambique e nordeste da província de KwaZulu-Natal, na África do Sul. Mallow e colaboradores (2003) também listam Serra Leoa, Senegal e Libéria na África Ocidental. A localidade-tipo é dada como "Gabão" (África).
B. gabonica é geralmente encontrada em florestas tropicais e bosques próximos, principalmente em baixas altitudes, mas às vezes até 1.500 m acima do nível do mar. Spawls e colaboradores (2004) mencionam uma altitude máxima de 2.100 m. Segundo Broadley e Cock (1975), ela habita ambientes semelhantes aos ocupados por sua parente próxima, Bitis arietans, que prefere áreas mais abertas.
Na Tanzânia, a espécie ocorre em matagais secundários, plantações de caju e áreas agrícolas sob arbustos. Em Uganda, é encontrada em florestas e pastagens próximas. Também se adapta bem a áreas de floresta recuperada, como plantações de cacau na África Ocidental e de café na África Oriental. Em Zâmbia, foi registrada em florestas perenes. No Zimbábue, ocorre apenas em áreas de alta pluviosidade ao longo da escarpa florestada no leste do país. Em geral, pode ser encontrada em pântanos, águas paradas ou correntes. É comum em áreas agrícolas próximas a florestas e em estradas à noite.

## Comportamento
Primariamente noturna, B. gabonica tem reputação de ser lenta e plácida. Geralmente caça por emboscada, permanecendo imóvel por longos períodos à espera de uma presa adequada, embora possa caçar ativamente, especialmente nas primeiras seis horas da noite. Em Kumasi, Gana, eram frequentemente mortas por trabalhadores rurais perto de estábulos em campos abertos com florestas a 500 m, indicando que caçavam ratos nas pastagens. São serpentes geralmente muito tolerantes, mesmo quando manipuladas, e raramente mordem ou sibilam, ao contrário da maioria das víboras. No entanto, mordidas por indivíduos de mal temperamento ocorrem.
A locomoção é principalmente  retilínea, com um movimento lento de "caminhada" das escamas ventrais. Quando alarmadas, podem ondular lateralmente, mas apenas por curtas distâncias. Ditmars (1933) descreveu que são capazes de locomoção lateral [en].
Se ameaçada, a víbora-do-gabão pode sibilar alto como aviso, em um ritmo profundo e constante, achatando ligeiramente a cabeça ao expirar cada respiração. Apesar disso, é improvável que ataque a menos que severamente provocada; no entanto, é uma das serpentes com ataque mais rápido do mundo, exigindo cuidado ao manipulá-la. É  sempre melhor evitar manipulá-la na maioria das circunstâncias.
Diversas descrições destacam sua natureza geralmente não agressiva. Sweeney (1961) escreveu que são tão dóceis que "podem ser manipuladas tão livremente quanto espécies não venenosas", embora isso seja absolutamente desaconselhável. Em Lane (1963), Ionides explicou que capturava espécimes tocando levemente a cabeça com uma pinça para testar suas reações. Raramente exibiam sibilos ou raiva, então a pinça era colocada de lado, e as serpentes eram firmemente seguradas pelo pescoço com uma mão, enquanto o corpo era apoiado com a outra, sendo levadas a uma caixa. Ele disse que as serpentes raramente se debatiam.
Parry (1975) descreveu que esta espécie tem uma amplitude de movimento ocular maior que outras serpentes. Em um plano horizontal, o movimento ocular pode ser mantido mesmo se a cabeça for girada para cima ou para baixo em um ângulo de até 45°. Se a cabeça girar 360°, um olho se inclina para cima e o outro para baixo, dependendo da direção. Além disso, se um olho olha para frente, o outro olha para trás, como se ambos estivessem conectados a uma posição fixa em um eixo entre eles. Geralmente, os olhos se movem rapidamente de forma brusca. Quando dorme, não há movimento ocular, e as pupilas estão fortemente contraídas. As pupilas se dilatam subitamente, e o movimento ocular recomeça quando o animal desperta.

## Alimentação
Devido ao grande tamanho e peso corporal, os adultos conseguem consumir presas tão grandes quanto coelhos adultos. Quando uma presa passa, atacam de qualquer ângulo. Podem reposicionar rapidamente suas presas se errarem ou atingirem uma área inadequada. Uma vez que atacam, seguram a presa com suas grandes presas, em vez de soltá-la e esperar que morra, comportamento diferente de outras víboras. Alimentam-se de uma variedade de anfíbios, mamíferos e aves, como pombas, galinhas-d’angola e francolins. Também caçam diversas espécies de roedores, incluindo camundongos e ratos, além de lebres e coelhos. Presas menos comuns, como macacos arbóreos, grandes ratos (como Cricetomys gambianus), porcos-espinhos e até pequenos antílopes-reais, foram relatadas.

## Reprodução
Durante o pico de atividade sexual, os machos entram em combate. Isso começa com um macho esfregando o queixo nas costas do outro. O segundo macho ergue a cabeça o mais alto possível. Ambos fazem o mesmo, entrelaçando os pescoços. Quando as cabeças estão alinhadas, viram-se um contra o outro e empurram. Seus corpos se entrelaçam enquanto trocam de posição. Ficam alheios a tudo, continuando mesmo após caírem de uma superfície ou na água. Às vezes, entrelaçam-se e apertam tão fortemente que suas escamas se destacam pela pressão. Também foram observados golpeando um ao outro com a boca fechada. Ocasionalmente, os combatentes cansam e interrompem a luta por "consentimento mútuo", descansando antes de retomar. O combate termina quando um consegue empurrar a cabeça do outro ao chão e erguer a sua própria por 20–30 cm. Em cativeiro, combates podem ocorrer quatro ou cinco vezes por semana até que o cortejo e a cópula terminem. As fêmeas podem dar à luz de 50 a 60 filhotes de uma vez, nascidos vivos.

## Veneno
Mordidas desta espécie são extremamente raras, pois as serpentes são pouco agressivas e sua distribuição é majoritariamente limitada a áreas de floresta tropical. Por serem lentas e relutantes em se mover mesmo quando abordadas, os humanos mordidos são geralmente aqueles que acidentalmente pisam nelas. Nem todos os casos de pisadas resultam em mordidas. Quando ocorre uma mordida, deve ser considerada uma emergência médica grave. Mesmo uma mordida média de um espécime de tamanho médio é potencialmente fatal. Soro antiofídico deve ser administrado o mais rápido possível para salvar o membro afetado ou a vida da vítima.
O veneno da serpente é citotóxico e cardiotóxico. Em camundongos, a LD50 é de 0,8–5,0 mg/kg por via intravenosa, 2,0 mg/kg por via intraperitoneal e 5,0–6,0 mg/kg por via subcutânea. Como suas glândulas de veneno são enormes, cada mordida produz a segunda maior quantidade de veneno entre serpentes venenosas, em parte porque, ao contrário de muitas víboras africanas, como a Bitis arietans, a B. gabonica não solta a presa após a mordida, permitindo injetar maiores quantidades de veneno. A produção de veneno provavelmente está relacionada ao peso corporal, e não ao intervalo de ordenha. Brown (1973) indica uma faixa de produção de veneno de 200–1000 mg (veneno seco). Também foi relatada uma faixa de 200–600 mg para espécimes de 1,25–1,55 m. Spawls e Branch (1995) afirmam que 5 a 7 mL (450–600 mg) de veneno podem ser injetados em uma única mordida.
Um estudo de Marsh e Whaler (1984) relatou uma produção máxima de 9,7 mL de veneno úmido, equivalente a 2400 mg de veneno seco. Eles usaram eletrodos de garra tipo "jacaré" fixados no ângulo da mandíbula aberta de espécimes anestesiados (comprimento de 1,33–1,36 m, circunferência de 23–25 cm, peso de 1,3–3,4 kg), obtendo 1,3–7,6 mL (média de 4,4 mL) de veneno. Duas a três descargas elétricas, com cinco segundos de intervalo, foram suficientes para esvaziar as glândulas de veneno. As víboras-do-gabão usadas no estudo foram ordenhadas entre 7 e 11 vezes ao longo de 12 meses, mantendo-se saudáveis e com a potência do veneno inalterada.
Com base na sensibilidade de macacos ao veneno, Whaler (1971) estimou que 14 mg de veneno seriam suficientes para matar um humano, equivalente a 0,06 mL de veneno, ou 1/50 a 1/1000 do que pode ser obtido em uma única ordenha. Marsh e Whaler (1984) escreveram que 35 mg (1/30 da produção média de veneno) seriam suficientes para matar um homem de 70 kg. Branch (1992) sugeriu que 90–100 mg seriam fatais em humanos.
Em humanos, uma mordida de B. gabonica causa inchaço rápido e evidente, dor intensa, choque grave e bolhas locais. Outros sintomas podem incluir movimentos descoordenados, defecação, urinação, inchaço da língua e pálpebras, convulsões e inconsciência. Bolhas, hematomas e necrose podem ser extensos. Hipotensão súbita, danos cardíacos e dispneia podem ocorrer. O sangue pode se tornar incoagulável, com sangramentos internos que podem levar a hematúria e hematemese. Danos locais podem exigir excisão cirúrgica e possivelmente amputação do membro afetado. A recuperação pode ser lenta, e mortes durante o período de convalescença não são incomuns.